# 필립 H. 딥비그
필립 할렌 딥비그(Philip Hallen Dybvig, 1955년 5월 22일 ~ )는 미국의 경제학자이다. 워싱턴 대학교 세인트루이스의 올린 경영대학원에서 은행 및 금융 분야의 교수이다.

## 경력
딥비그는 자산 가격 책정, 은행 업무, 투자 및 기업 지배 구조를 전문으로 한다. 그는 이전에 예일대학교 교수, 프린스턴대학교 조교수를 역임했다.
딥비그는 2002년부터 2003년까지 웨스턴 파이낸스 협회(Western Finance Association)의 회장을 역임했으며, 2010년부터 2021년까지 시난재원대학(중국 청두시)의 금융 연구 연구소 소장을 역임했다. 여러 저널(Journal of Economic Theory, Finance and Stochastics, Journal of Finance, Journal of Financial Intermediation, Journal of Financial and Quantitative Analysis, Review of Financial Studies 등)의 편집자 또는 부편집장을 역임했다.
딥비그는 뱅크런의 다이아몬드-딥비그 모델에 대해 더글러스 다이아몬드와 함께 작업한 것으로 유명하다.
딥비그는 "은행 및 금융 위기에 대한 연구"로 다이아몬드 및 벤 버냉키와 함께 2022년 노벨 경제학상을 수상했다. 딥비그와 다이아몬드는 1983년에 "은행 운영, 예금 보험 및 유동성"을 썼는데, 여기서 그들은 금융 위기 동안 은행의 취약성을 설명하는 수학적 모델을 처음으로 소개했다.